# تعمية الكم
تعمية الكم أو التعمية الكمومية هو مجال استعمال ميكانيكا الكم، وبالأخص علوم الإتصالات والحوسبة الكموميتين، في التعمية الأعمال أو لتفكيك أنظمة معماة. ومن الإستخدامات الشائعة للتعمية الكمومية هما استعمال اتصالات كمومية لتبادل مفتاح تعمية بشكل أمن فيما يعرف بتوزيع المفتاح الكمومي والاستعمال الافتراضي للحواسيب الكمومية التي تفك تعمية العديد من النصوص المعماة باستعمال المفتاح العام ونظم التوقيع الرقمي مثل خوارزمية آر إس إيه وتعمية الجمل. ومن أهم حسنات التعمية الكمومية هو إمكانية فك نصوص معماة معقدة يعتبر من المستحيل فكها بالطرق التقليدية غير الكمومية.

## تاريخ
كان ستيفن وايسنر أول من اقترح فكرة التعمية الكمومية المترافق في سبعينات القرن العشرين، حينها رفضت جمعية المهندسين نشر نتيجة البحث، الإ أنها قد نُشرت في دورية الحاسوب المكننة عام 1983. وبعد عقد من الزمن، اعتمدت نظريات وايسنر في تطوير مناهج لتأمين الاتصالات. وبشكل منفصل، طور طالب في كلية ولفسون منهاج مختلف للتعمية الكمومية معتمداً على أسس التشابك الكمومي.

## توزيع المفتاح الكمومي
توزيع المفتاح الكمومي هو تطبيق ناجح للتعمية الكمومية الآمن والذي يؤسس على مشاركة مفتاح بين جهتين (يسميان أليس وبوب) مع وجود جهة ثالثة لا تعرف أي شيء عن المفتاح (تسمى إيف) حتى ولو كانت إيف تسترق السمع عما يدور بين أليس وبوب. إذ أن أي محاولة للتعامل مع المفتاح الكمومي سيحلل المفتاح نفسه وذلك بسبب طبيعة الكمومية اللايقينية.